# Bogra
Bogra (tiếng Bengal: বগুড়া) là một thành phố, là một trong những đô thị trấn lâu đời nhất ở miền bắc Bangladesh. Đó là một trung tâm thương mại và thương mại trong khu vực Bogra và nằm thuộc vùng Rajshahi. Bogra đôi khi được mô tả như là trung tâm thần kinh của miền Bắc Bangladesh. 
Bogra cũng có một tầm quan trọng về giao thông vận tải ở miền bắc Bangladesh, vì nó nằm ở trung tâm. Rất gần với thành phố này có một nơi gọi là Mahasthangarh đó là thành phố thủ đô đầu tiên của Bangladesh, trước đây được biết đến như Pundravardhana. Nơi đây được coi là thiêng liêng của Phật tử, người Hồi giáo và người theo đạo Hindu như nhau và được tham quan bởi các khách du lịch từ khắp nơi trên Bangladesh trong suốt cả năm.
Cựu tổng thống của Bangladesh Ziaur Rahman và cựu thủ tướng Pakistan Muhammad Ali Bogra đều ra trên địa bàn quận.